# Hermann Beckh
Hermann Beckh (* 4. Mai 1875 in Nürnberg; † 1. März 1937 in Stuttgart) war ein deutscher Orientalist und Anthroposoph sowie Mitbegründer der Christengemeinschaft.

## Leben
Hermann Beckh wurde als Sohn des Nürnberger Fabrikanten Eugen Beckh und seiner Frau Marie, geb. Seiler († 1943), geboren. Er hatte eine zwölf Jahre jüngere Schwester, mit der er bis zu ihrem Tod 1929 eng verbunden war.
Vor allem dank seines außergewöhnlichen Gedächtnisses machte er 1893 ein glänzendes Abitur und erhielt dadurch einen Freiplatz am Münchner Maximilianeum. Vielseitig begabt und interessiert, konnte er sich zunächst zu keiner Studienrichtung entschließen; von Kommilitonen wurde er zum Studium der Rechtswissenschaft angeregt. Dieses schloss er 1896 mit einer preisgekrönten Schrift über Die Beweislast nach dem Bürgerlichen Gesetzbuch ab und war bis 1899 als Assessor tätig. Als er ein armes Ehepaar wegen Holzdiebstahls zu einer Geldstrafe verurteilen musste, wurde ihm endgültig klar, dass er nicht zum Richter taugte: Er bezahlte die Buße aus seiner eigenen Tasche und beendete den Dienst.
Er begann nun in Kiel orientalische Sprachen, Indologie und Tibetologie zu studieren, promovierte 1907 an der Friedrich-Wilhelms-Universität Berlin mit einer Arbeit über Kalidasas Gedicht Meghaduta und habilitierte sich im folgenden Jahr mit einer weiteren Arbeit über diese Schrift. Als einer der wenigen Kenner der tibetischen Sprache lehrte er bis 1921 als Privatdozent und bearbeitete die tibetischen Handschriften in der Preußischen Staatsbibliothek.
1911 begegnete er erstmals Rudolf Steiner und Friedrich Rittelmeyer. Er studierte nun intensiv die Schriften Steiners und wurde zu Weihnachten 1912 Mitglied in der Anthroposophischen Gesellschaft.
1916 wurde er zum Kriegsdienst eingezogen. Kurz zuvor waren die beiden Bändchen über Buddha und seine Lehre in der Sammlung Göschen herausgekommen. Zunächst auf dem Balkan eingesetzt, wurde er an das Institut für Seeverkehr und Weltwirtschaft in Kiel berufen, wo er die Wirtschaftsberichte in den skandinavischen Zeitungen auszuwerten hatte. Dafür „durfte“ er jetzt noch die skandinavischen Sprachen lernen; Englisch, Französisch, Italienisch sowie die klassischen (griechisch, lateinisch) und altorientalischen Sprachen (Hebräisch, Ägyptisch, Sanskrit, Tibetisch und Altpersisch) hatte er ja schon gelernt. Seine Dienstverpflichtung – ab August 1918 im Berliner Außenhandelsamt – dauerte bis in die Nachkriegszeit.
Daneben begann er wieder Vorlesungen an der Universität zu halten, lehnte aber einen Lehrauftrag für Tibetische Philologie ab und ließ sich beurlauben. Eine Verlängerung dieser Beurlaubung wurde abgelehnt, und er wurde zum außerordentlichen Professor ernannt; er beendete jedoch im November 1921 seine akademische Laufbahn.
Seit 1920 war er als anthroposophischer Vortragsredner tätig. Im März 1922 schloss er sich dem Gründerkreis der Christengemeinschaft um Friedrich Rittelmeyer an und wirkte bis zu seinem Tod als Priester, vor allem aber als Seminarlehrer, Redner, freier Forscher und Schriftsteller.

## Werke
- Die tibetische Übersetzung von Kãlidãsas Meghaduta. Nach dem roten und schwarzen Tanjur hrsg. und ins Deutsche übertragen. Königliche Akademie der Wissenschaften, Berlin 1907
- Udanavarga. Eine Sammlung buddhistischer Sprüche in tibetischer Sprache, 1911
- Verzeichnis der tibetischen Handschriften der Königlichen Bibliothek zu Berlin, 1914
- Buddhismus. Buddha und seine Lehre. 2 Bände, Göschen’sche (Sammlung Göschen 174 und 770), Berlin/Leipzig 1916
  - Neuausgabe als: Buddha und seine Lehre. Urachhaus, Stuttgart 1958, ISBN 978-3-8251-7222-0
- Indologie und Geisteswissenschaft. Drei Vorträge, gehalten am Goetheanum zu Dornach am 1., 8. und 15. Oktober 1920; in: Kultur und Erziehung. Der Kommende Tag, Stuttgart 1921
- Es werde Licht. Schöpfungsurworte der Bibel. Der Kommende Tag, Stuttgart 1921
- Der physische und der geistige Ursprung der Sprache. Der Kommende Tag, Stuttgart 1921
- Etymologie und Lautbedeutung im Lichte der Geisteswissenschaft. Der Kommende Tag, Stuttgart 1921
- Anthroposophie und Universitätswissenschaft. Breslau 1922
- Das geistige Wesen der Tonarten. Versuch einer neuen Betrachtung musikalischer Probleme im Lichte der Geisteswissenschaft. Preuß&Jünger, Breslau 1923
- Der Ursprung im Lichte. Bilder der Genesis. Michael Verlag (Christus aller Erde 7), München 1924
- Von Buddha zu Christus. Verlag der Christengemeinschaft (Christus aller Erde 10), Stuttgart 1925
- Der Hingang des Vollendeten. Die Erzählung von Buddhas Erdenabschied und Nirvana (Mahaparinibbanasutta des Palikanon). Verlag der Christengemeinschaft, Stuttgart 1925; 2. erw. A. Urachhaus, Stuttgart 1960
- Zarathustra. Verlag der Christengemeinschaft (Christus aller Erde 24), Stuttgart 1927
- Aus der Welt der Mysterien. Basel 1927
- Der kosmische Rhythmus im Markusevangelium. Geering, Dornach 1928
  - Neuausgabe: Urachhaus, Stuttgart 1997, ISBN 978-3-8251-7146-9
- Der kosmische Rhythmus, das Sternengeheimnis und Erdengeheimnis im Johannesevangelium. Geering, Dornach 1930
- Das Christus-Erlebnis im Dramatisch-Musikalischen von Richard Wagners „Parsifal“. Verlag der Christengemeinschaft, Stuttgart 1930
- Alchymie. Vom Geheimnis der Stoffeswelt. Geering, Dornach 1931 (E-Book (Memento vom 26. April 2011 im Internet Archive))
  - Neuausgabe als: Vom Geheimnis der Stoffeswelt, VDM, Saarbrücken 2007, ISBN 978-3-8364-1460-9
- Richard Wagner und das Christentum. Verlag der Christengemeinschaft, Stuttgart 1933
- Der Hymnus an die Erde. Aus dem altindischen Atharvaveda übersetzt und erläutert. Verlag der Christengemeinschaft (Christus aller Erde 34), Stuttgart 1934
- Die Sprache der Tonart in der Musik von Bach bis Bruckner, mit besonderer Berücksichtigung des Wagnerschen Musikdramas. Urachhaus, Stuttgart 1937
- Neue Wege zur Ursprache. Sprachwissenschaftliche Studien. Urachhaus, Stuttgart 1954